# David Neres
David Neres   (São Paulo, 3 de març de 1997) és un jugador professional de futbol brasiler que juga al SSC Nàpols com a davanter.

## Palmarès
AFC Ajax
- 1 Eredivisie: 2018-19.
- 1 Copa KNVB: 2018-19.

Selecció brasilera
- 1 Copa Amèrica: 2019.